# Bad Saulgau
Bad Saulgau est une ville allemande, situe dans l'arrondissement de Sigmaringen dans le Bade-Wurtemberg.

## Histoire
Bad Saulgau est mentionné pour la première fois dans un document officiel en 819 sous le nom de Sulaga.

## Quartiers
| Armoiries      | Quartier                         | Habitants | Superficie |
| -------------- | -------------------------------- | --------- | ---------- |
| Bad Saulgau    | Bad Saulgau (chef-lieu)          | 11 673    | 5 690 ha   |
| Bierstetten    | Bierstetten et Steinbronnen      | 591       | 615 ha     |
| Bolstern       | Bolstern et Heratskirch          | 417       | 1 206 ha   |
| Bondorf        | Bondorf                          | 333       | 278 ha     |
| Braunenweiler  | Braunenweiler/Untereggartsweiler | 553       | 1 005 ha   |
| Friedberg      | Friedberg                        | 406       | 541 ha     |
| Fulgenstadt    | Fulgenstadt                      | 672       | 673 ha     |
| Großtissen     | Großtissen et Kleintissen        | 374       | 669 ha     |
| Haid           | Haid-Sießen-Bogenweiler          | 874       | 1 320 ha   |
| Hochberg       | Hochberg et Luditsweiler         | 579       | 664 ha     |
| Lampertsweiler | Lampertsweiler                   | 302       | 252 ha     |
| Moosheim       | Moosheim                         | 337       | 443 ha     |
| Renhardsweiler | Renhardsweiler                   | 273       | 170 ha     |
| Wolfartsweiler | Wolfartsweiler                   | 275       | 351 ha     |

## Personnalités liées à la ville
- Maria Innocentia Hummel (1909-1946), religieuse morte à l'abbaye de Sießen (de)

## Jumelages
- Chalais (France) depuis 1981
- Himmelberg (Autriche) depuis 2006